# Adolphe Messimy
Adolphe Messimy (Lione, 31 gennaio 1869 – Charnoz-sur-Ain, 1º settembre 1935) è stato un politico francese.

## Biografia
Fu Deputato della Seine dal 1902 al 1912. Nel 1905 vota la Legge di Separazione tra la chiesa e lo stato.
Deputato dell'Ain dal 1914 al 1919 e Senatore dell'Ain dal 1923 al 1935, fu Ministro delle Colonie dal 2 marzo al 27 giugno 1911 nel governo Ernest Monis.
Fu poi Ministro della Guerra dal 27 giugno 1911 al 14 gennaio 1912 nel governo Joseph Caillaux
e di nuovo Ministro della Guerra dal 13 giugno al 26 agosto 1914 nel governo René Viviani.